# Ratolí marsupial de pèl curt
El ratolí marsupial de pèl curt (Murexia longicaudata) és un marsupial dasiüromorf. Viu a Indonèsia i Papua Nova Guinea.